# Кумейковская битва
Куме́йковская би́тва (укр. Кумейківська битва) — решающее сражение во время восстания Павлюка между крестьянско-казацким и польско-шляхетским войском близ села Кумейки в нынешней Черкасской области.

## Предпосылки
В мае 1637 года на Правобережной Украине вспыхнуло антифеодальное восстание под руководством Павлюка, которое стремительно охватило и значительную часть Левобережной Украины. Однако лишь к осени 1637 года польское правительство смогло собрать против повстанцев войско, поручив командование над ним польному гетману Николаю Потоцкому.

## Ход битвы
Утром 6 (16) декабря повстанцы во главе с Павлюком и Скиданом развернули наступление на позиции польского войска. Но около лагеря неприятеля они натолкнулись на непроходимое болото. Когда по приказу Павлюка повстанческое войско отступило и вернулось на ровное место, на него неожиданно напала польская конница. Повстанцы успели по-быстрому окружить себя возами в 6 рядов, однако им не хватило времени построить укреплённый лагерь. Трижды они отбивали приступы польской конницы, которую поддерживала пехота и артиллерия. Только при четвёртом приступе одному из польских отрядов удалось ворваться в повстанческий лагерь и поджечь возы с сеном и порохом. Вечером Павлюк и Скидан с небольшими силами покинули лагерь и отправились в Чигирин, чтоб собрать подкрепление. Руководство повстанческим войском перенял Дмитрий Гуня. Бой длился до поздной ночи. На рассвете Гуня вывел повстанцев из окружения и отступил к Боровице, где объединился с отрядом Павлюка.
10 (20) декабря 1637 года польское войско также подошло к Боровице. Не имея возможности сломать сопротивление повстанцев силой, Николай Потоцкий предложил переговоры, во время которых Павлюка вероломно схватили и казнили.